# Ambit (Waled)
Ambit is een bestuurslaag in het regentschap Cirebon van de provincie West-Java, Indonesië. Ambit telt 6469 inwoners (volkstelling 2010).